# Universe in Blue
Universe in Blue ist ein Jazzalbum von Sun Ra and His Blue Universe Arkestra. Die Aufnahmen erschienen 1972 auf El Saturn Records. Am 6. Mai 2014 wurde das Album bei Enterplanetary Koncepts/Cosmic Myth Music in der „Centennial Remastered Classics Series“ als Download wiederveröffentlicht.

## Hintergrund
Laut Diskograf Tom Lord wirkten bei dieser Session Kwame Hadi, Akh Tal Ebah (Trompete), Marshall Allen, Danny Davis, John Gilmore, Pat Patrick, Danny Ray Thompson, Eloe Omoe (Holzblasinstrumente), Alzo Wright (Cello), Sun Ra (Orgel), Lex Humphries (Schlagzeug) und June Tyson (Gesang) mit. Nach Ansicht von Irwin Chusid, dem Co-Herausgeber der Neuauflage von 2014, ist Universe in Blue eine Sammlung undatierter Live-Club-Auftritte des Arkestra; die Aufnahmen seien an verschiedenen Abenden mit unterschiedlichen Besetzungen im New Yorker Club Slug’s Saloon entstanden. Auch Hartmut Geerken und Chris Trent sind der Ansicht, dass die Aufnahmen dort 1972 entstanden sein könnten.
In Slug's Saloon in der New Yorker Lower East Side, der sich in der 242 East 3rd Street befand, traten ab 1966 (oder möglicherweise erst 1968) Sun Ra und seine Band mehrere Jahre lang fast jeden Montagabend auf und betraten danach mehrere Jahre noch sporadisch die Bühne. „Diese legendären Abende waren roh, unvorhersehbar, katastrophal und nicht ohne künstlerische Kontroversen. Sie brachten Sun Ra eine größere Aufmerksamkeit der New Yorker Presse und trugen dazu bei, seinen Ruf für kühne Showmanier zu festigen,“ so Chusid.
Die LP wurde um 1972 in kleinen Auflagen mit zwei verschiedenen Covern auf Sun Ras Saturn-Label herausgegeben. Anders als auf dem Originalalbum vermerkt, handele es sich um nicht um eine Stereo-, sondern um eine monophone Pressung mit schlechter Tonqualität. Das Album wurde anschließend nie auf LP, CD oder (vor der Ausgabe von 2014) digital neu aufgelegt.
Auf der Neuausgabe des Albums von Cosmic Myth Music ist der Titel „Universe in Blue“ komplett stereophon. Auf der LP (Saturn 200) wurde dieses Stück unerklärlicherweise ausgeblendet und dann nach mehreren Sekunden als „Part 2“ wieder aufgenommen. Die vollständige Version wird in der Neuausgabe als ununterbrochener Einzeltrack präsentiert. Die Ausgabe enthält außerdem als Bonusstück „Calling Planet Earth - We’ll Wait for You“, das vom selben Tonband wie das Titelstück stammte. Der Titel „When Black Man Ruled This Land“ ist auf der LP als „Blackman“ aufgeführt. Darin wird es als „wahrscheinlich live aufgenommen im Slug’s Saloon, New York, 1972“ aufgeführt. Auch dieser Titel und „Another Shade of Blue“ sind in Stereo.

## Titelliste
- Sun Ra: Universe in Blue (Saturn 200, Cosmic Myth Music No #18)[5]

1. Universe in Blue [Part I & II] 13:19
2. Calling Planet Earth – We’ll Wait for You 23:31 (Bonustrack)
3. When the Black Man Ruled This Land 7:43
4. In a Blue Mood 7:14
5. Another Shade of Blue 11:35

Die Kompositionen stammen von Sun Ra.

## Rezeption
Sean Westergaard verlieh dem Album in Allmusic vier Sterne und schrieb, Universe in Blue sei ein fantastisches Album. Das Titelstück sei nur ein langsames Blues-Solo-Feature für Sun Ras „intergalaktische Weltraumorgel“, sowie für einen Trompeter (nicht sicher wer), John Gilmores Saxophonspiel und zurück zu Ras Orgel. Sängerin June Tyson stehe in „Blackman“ im Mittelpunkt und gebe eine besonders leidenschaftliche Darbietung. „In a Blue Mood“ (nur mit Ra   und Luqman Ali am Schlagzeug) und „Another Shade of Blue“ böten einfach Raum – im Sinne von „Back to the Basics“ für mehr Soli in der Blues-Form. Es sei einfach wunderbar zu erleben, was das Arkestra mit einer so „einfachen“ Form mache. Fans von Sun Ras und Gilmores Spiel dürften besonders erfreut sein.
In Anbetracht der primitiven Aufnahmebedingungen mit nur zwei Mikrophonen sei die Klangtreue – mit Ausnahme der letzten Titels – ziemlich gut, meint Irwin Chusid. Diese klanglichen Artefakte böten einen faszinierenden Einblick in das Repertoire und die Virtuosität des Arkestra am Ende seines ersten Jahrzehnts in New York. Das Titelstück, eine gefühlvolle, bluesbasierte Orgel-Nummer von Sun Ra, die in Trompeten- und Saxophon-Soli übergehe, sei „Feierabendmusik mit rituellen Untertönen“. Der bisher unveröffentlichte Bonustrack, „Calling Planet Earth – We’ll Wait for You“ sei ein Klangteppich, eine labyrinthische 23-minütige „Space Suite“ voller Getöse, unerwarteter dynamischer Wendungen und einem stimmlichen Herzstück von June Tyson und der Band. Auf „When the Black Man Ruled This Land“ deklamiere Tyson mit heftiger Dringlichkeit über Sun Ras Orgel und dem Schlagzeug. „In a Blue Mood“ sei ein ausgedehntes Sun-Ra-Keyboard-Solo von unglaublicher Tiefe, zurückhaltend gespielt, aber voller Emotionen.